# 大紅湍郡
大紅湍郡（テホンダンぐん）は、朝鮮民主主義人民共和国両江道の東北端に位置する郡。

## 地理
豆満江上流域に位置する。西に三池淵市、南に白岩郡、東に咸鏡北道延社郡と境を接する。

## 行政区画
1邑・9労働者区を管轄する。
- 大紅湍邑（テホンダヌプ）
- 開拓労働者区（ケチョンノドンジャグ）
- 農事労働者区（ノンサロドンジャグ）
- 三峯労働者区（サンボンノドンジャグ）
- 三長労働者区（サムジャンノドンジャグ）
- 西頭労働者区（ソドゥロドンジャグ）
- 新徳労働者区（シンドンノドンジャグ）
- 新興労働者区（シヌンノドンジャグ）
- 柳谷労働者区（リュゴンノドンジャグ）
- 紅岩労働者区（ホンアムノドンジャグ）

## 歴史
植民地期は咸鏡北道茂山郡の一部。大紅湍郡は1978年に新設された行政区画である。
1939年、金日成が率いる東北抗日聯軍の一部隊は満洲からこの地に潜入し、6月に大紅湍で日本軍部隊と交戦したという。北朝鮮ではこれを「茂山地区戦闘」と称している。この戦闘は金日成が指導する「朝鮮人民革命軍」の勝利とされ、「茂山地区戦闘勝利記念塔」が建てられている。また、金日成が拠点を置いた「青峰宿営地」周辺では、1961年に当時のスローガンが記された立ち木が見つかったとされ、これをガラスケースで保護して保存するなど、白頭山周辺の「革命の聖地」の一つとしての造営・整備がおこなわれている。

### 年表
この節の出典
- 1978年8月 - 両江道三池淵郡五号労働者区・新徳労働者区・西頭労働者区・農事労働者区・新興労働者区・紅岩労働者区・大紅湍労働者区、咸鏡北道延社郡三長里および三下里・円峯労働者区の各一部地域をもって、両江道大紅湍郡を設置。(1邑9労働者区)
  - 五号労働者区の一部が分立し、三池淵邑が発足。
  - 三長里が三長労働者区に昇格。
  - 三下里および五号労働者区の残部・新徳労働者区の一部が合併し、三峯労働者区が発足。
- 1990年6月 (1邑9労働者区)
  - 大紅湍労働者区の一部が分立し、柳谷労働者区が発足。
  - 新興労働者区の一部が分立し、開拓労働者区が発足。
  - 円峯労働者区および大紅湍労働者区の残部が白岩郡に編入。

## 産業
ジャガイモの産地といわれる。1990年代末から2000年代初頭にかけて、金正日の現地指導によって、深刻な食糧問題を解決するためのジャガイモ生産法である「大紅湍式農法」が確立したとされている。
また、その特産のジャガイモを使った、芋焼酎「大紅湍酒」が「大紅湍ジャガイモ加工工場」で生産されている。
```
「味は他の酒に勝るとも劣らない。アルコール度数が25％ほどの大紅端酒は、口当たりがまろやかでやや甘味のある、のど越しのいいお酒である」
```

と、朝鮮新報が評している。